# Referéndum constitucional de Samoa Americana de 1986
Un referéndum constitucional tuvo lugar en Samoa Americana el 4 de noviembre de 1986. A los electores se les planteó aprobar una constitución redactada por un Consejo Constitucional.  La propuesta falló y la constitución de 1960 continuó en vigor.